# Méru

Méru este o comună în departamentul Oise, Franța. În 1 ianuarie 2022 avea o populație de 14.091 de locuitori.